# Metylkvicksilver
Metylkvicksilver är en kemisk metallorganisk förening bestående av väte, kol och kvicksilver. Föreningen består också av en positivt laddad jon och har den kemiska beteckningen CH3Hg+. Det är ett starkt giftigt och bioackumulerande miljögift, som hos däggdjur kan leda till minamatasjukan.

## Struktur
Metylkvicksilver är en förkortning för monometylkvicksilver, som mer fullständigt är en monometylkvicksilver-katjon. Det är sammansatt av en funktionell metylgrupp bestående av kol och väte, som är bundet till en kvicksilveratom. Dess kemiska beteckning är CH3Hg+, men skrivs ibland även som MeHg+. Då det är en positivt laddad jon förenas det lätt med anjoner som klorid (Klor–), hydroxid (OH−), och Nitrat (NO3–). Det har också mycket hög affinitet för svavel-innehållande anjoner, i synnerhet Tiol-grupper på aminosyran cystein och följaktligen också i proteiner som innehåller cystein, som bildar en kovalent bindning. Mer än en cysteindel kan samverka med metylkvicksilver och metylkvicksilver kan migrera till andra metallbindande ställen i proteiner.

## Ursprung

### Miljökällor
Metylkvicksilver producerades förr både direkt och som en biprodukt vid framställning av flera olika industriella processer som exempelvis tillverkning av acetaldehyd. De mest  kända fallen är Chisso Corporations kemiska industrier i Minamata och Niigata, som på 1950- och 1960-talen orsakade katastrofer i Japan, där metylkvicksilver släpptes ut i havsvikar och vandrade uppåt i näringskedjan från alger, till musslor och skaldjur, vidare till fisk och slutligen till däggdjur som människor och deras foster. Minamatasjukan fick förödande resultat. Tusentals människor och djur drabbades och de flesta har dött.
För närvarande finns det få antropogena källor till metylkvicksilver annat än som en följd av förbränning av avfall, som innehåller oorganiskt kvicksilver och från förbränning av fossila bränslen, särskilt kol. Även om oorganiskt kvicksilver bara finns i mindre mängder i sådana bränslen, innebär dock den storskaliga förbränningen att enbart USA släpper ut cirka 80 ton per år i atmosfären, av de totala antropogena kvicksilverutsläppen på 150 ton. Naturliga utsläppskällor av kvicksilver till atmosfären innefattar vulkaner, skogsbränder och vittring av kvicksilverhaltig sten.
Metylkvicksilver bildas från oorganiskt kvicksilver genom inverkan av anaeroba organismer som lever i akvatiska system som sjöar, floder, våtmarker och hav samt i vattenbärande skikt i sediment och Jord. Denna metyleringsprocess omvandlar oorganiskt kvicksilver till metylkvicksilver i flera naturliga miljöer.
En akut metylkvicksilverförgiftning inträffade i Grassy Narrows i Ontario, Kanada 1970, som ett resultat av att metylkvicksilver frigjordes från en kvicksilverbaserad klor-alkaliprocess. Processen använde flytande kvicksilver som en elektrod för att elektrolytiskt sönderdela en saltlösning, med en kvicksilvermetylering som följd som sedan spreds till den omgivande vattenmiljön.
I Ontariofallet hade oorganiskt kvicksilver släpps ut i miljön och blivit metylerad där, medan det i Minimata och Niigata handlade om ett direkt industriellt utsläpp av metylkvicksilver, som hamnade i kostkällan - havsfångad fisk.

### Kostkällor
Metylkvicksilver kan bildas i olika vattensystem och lagras sedan genom näringskedjan, via bakterier, plankton, ryggradslösa djur vidare till växtätande fiskar och rovfiskar. För vart steg i näringskedjan ökar koncentrationen av metylkvicksilver i organismerna. Koncentrationen av metylkvicksilver i vattenlevande djur, i toppen av näringskedjan, kan nå nivåer på en miljon gånger högre halt av kvicksilver än vad som finns i det omgivande vattnet. Metylskvicksilver har en halveringstid på cirka 72 dagar i vattenlevande organismer. Andra organismer som fiskätande fåglar och däggdjur som exempelvis människan, på toppen av den marina näringskedjan får sedan den totala halten metylkvicksilver som har samlats genom biomagnifikationsprocessen. Fisk och andra vattenlevande arter är den enda betydande källan till människors metylkvicksilverexponering.
Koncentrationen av kvicksilver i en given fisk beror på arten av fisk, dess ålder och storlek samt den typ av vattenmassa som den lever i. I allmänhet har rovfiskar som haj, svärdfisk, större arter av tonfisk, gös och gädda högre halter av metylkvicksilver än växtätande fiskar eller mindre fiskar. Fiskar som lever i mer sura vattenmiljöer, tenderar också att ha högre halter av metylkvicksilver. 

## Biologisk påverkan

### Hälsoeffekter på människan
Metylkvicksilver som kommer via födan absorberas enkelt och omfattande via mag-tarmkanalen. Detta sker främst genom komplex med fria cystein, proteiner och Peptider som innehåller aminosyra. Det kvicksilverinnehållande cysteinylkomplexet känns igen av aminosyror som transporterar proteiner i kroppen, som metionin som är en essentiell aminosyra. På grund av denna mekanism transporteras det sedan fritt i hela kroppen, inklusive över blod-hjärnbarriären och över till havande kvinnors moderkaka, där det absorberas av det växande fostret. Även av detta skäl liksom dess starka bindning till proteiner kan metylkvicksilver inte lätt elimineras. Metylkvicksilver har en "halveringstid" i blod på omkring 50 dagar.
Flera studier visar att metylkvicksilver är kopplad till subtila utvecklingsstörningar hos barn som exponerats för miljögiftet så som lägre IQ och minskad språkkunskap, minnesfunktion och koncentration. Metylkvicksilverexponering hos vuxna har också varit knuten till ökade risker för hjärt-kärlsjukdomar som exempelvis hjärtinfarkt.
Vissa resultat tyder också på att metylkvicksilver kan orsaka autoimmuna verkningar men trots viss oro för kopplingar mellan kvicksilverexponering och autism, finns det få data som stöder detta. Även om det inte finns någon tvekan om att metylkvicksilver är giftigt i flera avseenden, bland annat genom exponering av det växande fostret, finns det fortfarande oenighet om vilka halter av metylkvicksilver i kosten som kan leda till negativa effekter. Nya rön tyder på att utvecklings- och kardiovaskulär toxicitet av metylkvicksilver kan förmedlas genom co-exponeringar till omega-3 fettsyror och kanske även selen, som både finns i fisk och på andra håll.
Det har förekommit flera fall där ett stort antal människor blivit allvarligt förgiftade av mat förorenad med höga halter av metylkvicksilver, framför allt dumpning av industriavfall som resulterade i föroreningen och den efterföljande massförgiftning i Minamata och Niigata, Japan  och även situationen i Irak på 1960- och 1970-talet där metylkvicksilver användes som konserveringsmedel i vete, i djurfoder som sedan fördes vidare till människor. Dessa händelser medförde neurologiska symtom som parestesi, koordinationsförluster, talsvårigheter, begränsningar i synfältet, hörselnedsättning, blindhet och död. Barn som hade exponerats i fosterstadiet via moderkakan påverkades med en rad symtom som motoriska svårigheter, sensoriska problem och utvecklingsstörningar.
För närvarande är exponeringar av denna storleksordning sällsynta och begränsas istället till mer isolerade incidenter. Därför är oron över metylkvicksilverföroreningar för närvarande mer inriktad på exponeringsnivåer för populationer med hög till måttlig halt av fiskkonsumtion. Dessa effekter kan inte nödvändigtvis identifieras på individuell nivå eller kan inte heller enkelt pekas ut som en typisk följd av metylkvicksilver. Emellertid kan sådana effekter enklare påvisas genom att jämföra populationer med olika exponering. Det finns enstaka rapporter av olika kliniska hälsoeffekter hos personer som konsumerar stora mängder fisk. Emellertid har de särskilda hälsoeffekter och mönster exponeringen inte verifierats med större, kontrollerade studier.
Många statliga myndigheter, som EPA, FDA, liksom WHO och FAO har utfärdat riktlinjer för fiskkonsumtion för att begränsa metylkvicksilverexponering. För närvarande grundar sig det mesta av vägledningen på skydd av det växande fostret, men även kopplingen till hjärt- och kärlsjukdomar finns med i planeringen. I allmänhet rekommenderas dock fiskkonsumtion till att vara en bra näringskälla med betydande hälsofördelar men att konsumenter, i synnerhet fertila och gravida kvinnor, ammande mödrar och små barn, bör undvika fisk med höga halter av metylkvicksilver. En rekommendation är att begränsa intaget av fisk med måttliga halter av metylkvicksilver och att inte konsumera fisk med låga nivåer av metylkvicksilver mer än två gånger i veckan.

### Effekter på fisk och landdjur
Under senare år har det blivit en alltmer utbredd enighet för att metylkvicksilver påverkar fisk och djurlivs hälsa, både i akut förorenade ekosystem och ekosystem med måttliga metylkvicksilvernivåer. Det finns studier som pekar på minskad reproduktionsförmåga för både fisk, fiskätande fåglar och däggdjur på grund av metylkvicksilverföroreningar i marina ekosystem.
En studie av den amerikanska forskaren Peter Frederick visar på att metylkvicksilver kan öka manlig "homosexualitet" hos fåglar: förutom en kontrollgrupp gavs 160 tillfångatagna unga ibisfåglar små mängder metylkvicksilver i sin mat. Beteendet hos fåglarna förändrades ju mer kvicksilver som intogs på så sätt att fler hanar valde att bygga bo ihop med andra hanar medan honorna ignorerades. Emellertid pekar detta beteende inte nödvändigtvis på en homsosexuell läggning utan snarare på en icke sexuell psykisk störning.

## Allmänna iakttagelser
Metylkvicksilver i fisk, tillsammans med rådgivning, har potential att förändra människors matvanor, fiskerinäringen och livet för de människor som deltar i fisket, transporter och beredning. Skärpta gränsvärden kommer att fördyra koleldade kraft- och värmeverk. Därför har dessa frågor uppmärksammats ur flera olika intressegrupper, som representerar både miljö, livsmedel, konsumentfrågor och teknik.

## Kända förgiftningskatastrofer

### Irak 1970-1971
Efter två år av torka och tomma spannmålslager var de irakiska myndigheterna till slut tvungna att importera säd från utlandet för att förhindra en hungerkatastrof. Man bestämde sig för att köpa in 73 000 ton Mexipak, en högproduktiv vetesort från Mexiko, och 22 000 ton korn från USA. För att motverka växtsjukdomar var säden behandlad med metylkvicksilver, och därmed dödligt giftig för människor och djur att svälja. Avsikten var att distribuera ut säden till jordbrukarna så de kunde så den, men trots dödskallar och varningstexter (på spanska) valde många att baka bröd av den istället. Inom några veckor visade sig följderna. Människor kräktes och kollapsade. Vid årsskiftet 71-72 var sjukhusen överfulla med förgiftade patienter.
Efter att det några veckor senare uppdagats att bönder hade utfodrat sina djur med det förgiftade kornet valde regeringen att stänga landets alla slakthus. Enligt officiella siffror i Irak dog 459 personer i massförgiftningen medan utomstående experter uppskattade antalet döda till 6000-10 000 och kanske 100 000 skadade.